# Devjatyj Val
Devjatyj Val (in russo остров Девятый Вал) è una piccola isola russa che fa parte dell'arcipelago delle isole Curili meridionali ed è situata nell'oceano Pacifico. L'isola è nella piccola catena delle Curili (Малая Курильская гряда) ed è situata lungo la costa sud-orientale dell'isola di Šikotan. Amministrativamente fa parte del Južno-Kuril'skij rajon dell'oblast' di Sachalin, nel Circondario federale dell'Estremo Oriente.
L'isola porta il nome del dipinto "La nona onda" (Девятый Вал) del 1850 dell'artista russo Ivan Konstantinovič Ajvazovskij.

## Geografia
Devjatyj Val si trova all'ingresso della baia Cerkovnoj (бухта Церковной) detta anche baia Ajvazovskogo (бухта Айвазовского), dal nome dell'isola affiancata a sud-ovest, l'isola Ajvazovskogo.

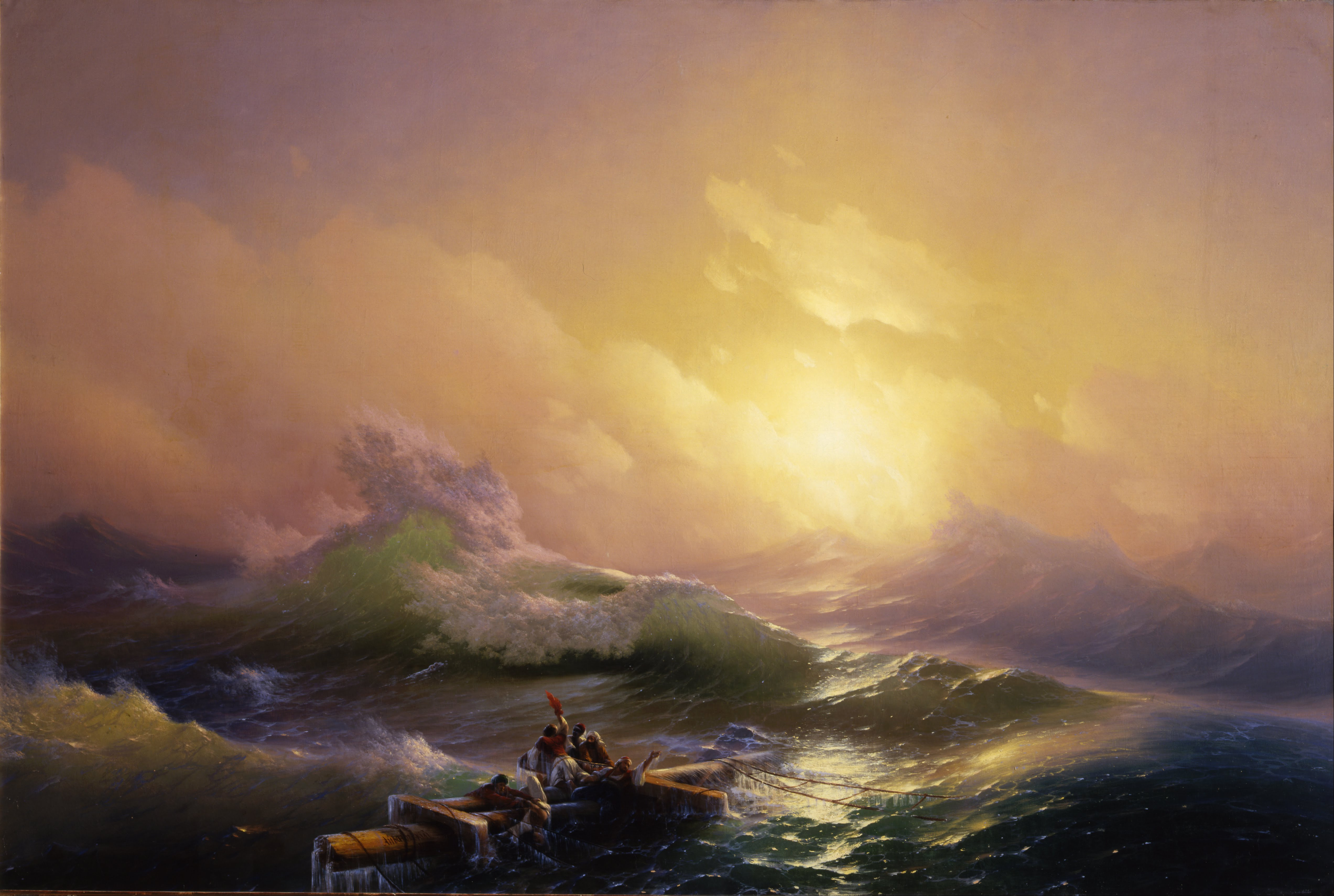
Il dipinto "La nona onda" di Ajvazovskij